# Su Erdt
Su Erdt (* 1. Oktober 1973 in Zürich) ist eine Schweizer Szenenbildnerin.

## Leben
Su Erdt absolvierte nach der Ausbildung in Polydesign 3D einen M. A. in Scenography am Central Saint Martins College of Art and Design in London.
Sie ist Mitglied der Schweizer sowie der Europäischen Filmakademie.

## Filmografie (Auswahl)
- 2004: Ricordare Anna, Regie: Walo Deuber
- 2006: Das Fräulein, Regie: Andrea Staka
- 2007: Pepperminta, Regie: Pipilotti Rist
- 2009: Sommervögel, Regie: Paul Riniker
- 2009: Songs of Love and Hate, Regie: Katalin Gödrös
- 2010: Vater, unser Wille geschehe (Fernsehfilm), Regie: Robert Ralston jr.
- 2011: Tatort: Skalpell (Krimireihe), Regie: Tobias Ineichen
- 2011: Tatort: Hanglage mit Aussicht (Krimireihe), Regie: Sabine Boss
- 2012: Tatort: Schmutziger Donnerstag (Krimireihe), Regie: Dani Levy
- 2012: Cure – Das Leben einer Anderen, Regie: Andrea Staka
- 2012: Traumland, Regie: Petra Volpe
- 2013: Aloys, Regie: Tobias Nölle
- 2013: Plötzlich Deutsch (Fernsehfilm), Regie: Robert Ralston jr.
- 2014: Upload (Fernsehfilm), Regie: Tobias Ineichen
- 2015: Die Welt der Wunderlichs, Regie: Dani Levy
- 2015: Tatort: Kleine Prinzen (Krimireihe), Regie: Markus Welter
- 2016: Die göttliche Ordnung, Regie: Petra Volpe
- 2016: Vakuum, Regie: Christine Repond
- 2017: Le vent tourne, Regie: Bettina Oberli
- 2018: Zwingli, Regie: Stefan Haupt
- 2018: Jagdzeit, Regie: Sabine Boss
- 2019: Frieden (Miniserie, 6 Episoden), Regie: Michael Schaerer
- 2020: Semret, Regie: Caterina Mona
- 2021: Alma und Oskar, Regie: Dieter Berner
- 2022: Ingeborg Bachmann – Reise in die Wüste, Regie: Margarethe von Trotta

## Auszeichnungen
2019: Schweizer Filmpreis, Spezialpreis der Akademie für das Szenenbild von Zwingli